# Еџертон (Висконсин)
Еџертон (енгл. Edgerton) град је у америчкој савезној држави Висконсин.

## Демографија
По попису из 2010. године број становника је 5.461, што је 528 (10,7%) становника више него 2000. године.
| Група             | 2000.         | 2010.         |
| Белци             | 4.641 (94,1%) | 5.082 (93,1%) |
| Афроамериканци    | 10 (0,2%)     | 50 (0,9%)     |
| Азијати           | 19 (0,4%)     | 29 (0,5%)     |
| Хиспаноамериканци | 188 (3,8%)    | 222 (4,1%)    |
| Укупно            | 4.933         | 5.461         |